# Trollfjord
Der Trollfjord ist ein 2 Kilometer langer Seitenarm des Raftsunds, der die norwegischen Regionen Lofoten und Vesterålen voneinander trennt. Der Name Trollfjord leitet sich von den Trollen, den Zauberwesen der nordischen Mythologie, ab.

## Lage
Die Einmündung des Trollfjords in den Raftsund ist nur 100 Meter breit. Im weiteren Verlauf erweitert sich der Fjord bis auf eine maximale Breite von 800 Metern. Die Südseite des Trollfjords wird durch den 1045 bis 1084 Meter hohen Trolltindan begrenzt, an der Nordseite steigen der 998 Meter hohe Blåfjell und der 980 Meter hohe Litlkorsnestinden fast senkrecht aus dem Wasser.

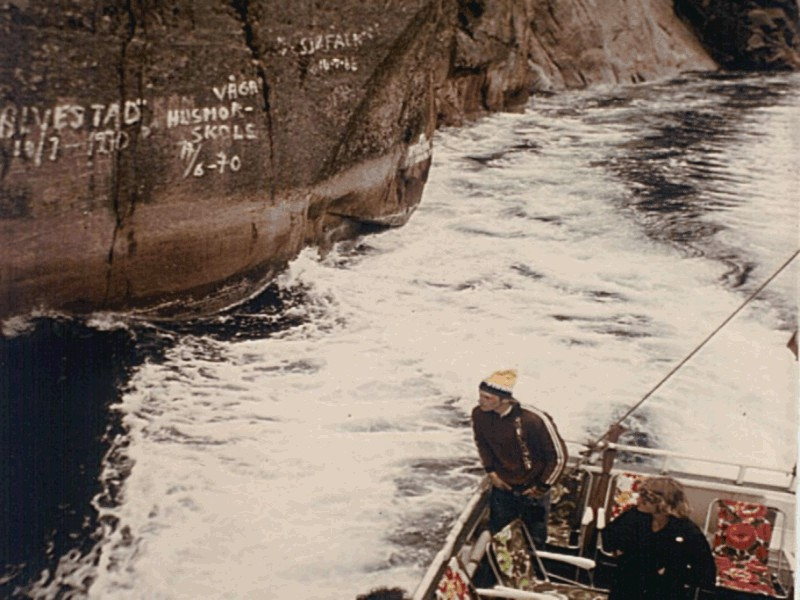
Trollfjord am Raftsund 1975

## Touristische Attraktion
Die Schiffe der Hurtigruten fahren auf ihrem Weg zwischen Kirkenes und Bergen durch den Raftsund und biegen während der Süd- oder Nordtour oder manchmal auch beide Male als besondere touristische Attraktion kurz in den Trollfjord ein. An der breitesten Stelle wenden sie und setzen ihre Fahrt durch den Raftsund fort. Auch andere Kreuzfahrtschiffe vollziehen dieses spektakuläre Manöver. Früher war es üblich, dass sich große Schiffe an den steilen Felswänden durch Aufmalen ihres Schiffsnamens und des Besuchsdatums verewigten (siehe Foto).

## Wirtschaftliche Nutzung
Am Ende des Trollfjords ergoss sich bis 1960 ein Wasserfall in den Fjord, dessen Kraft, durch zwei dicke Rohre gebändigt, seither der Stromerzeugung dient. Das hierzu notwendige kleine Turbinenhaus steht am Ufer des hinteren Fjordabschlusses am Rande einer Bergwiese. Starkstromleitungen spannen sich von hier über den Berg in Richtung Svolvær.

## Geschichte
1921 beschreibt Johan Bojer in seinem Buch Die Lofotfischer (Den siste viking) die Schlacht am Trollfjord, den ersten großen Kampf zwischen kapitalkräftigen Unternehmern mit ihren Dampfbooten und armen Lofotfischern um die Ressourcen des Meeres.
An der Einmündung des Trollfjords in den Raftsund verstellten im Winter 1890 die Dampfboote die Einfahrt, um den Nordlandbooten der Fischer den Zugang zum Fjord zu verwehren und diesen selbst mit Senknetzen abzufischen. Die Fischer enterten die Dampfboote und erkämpften sich den freien Zugang.
Dieses und ähnliche Ereignisse wurden im Storting, dem norwegischen Parlament, debattiert und führten 1893 zum Verbot der Fischerei mit Senknetzen.